# Создание Государства Израиль

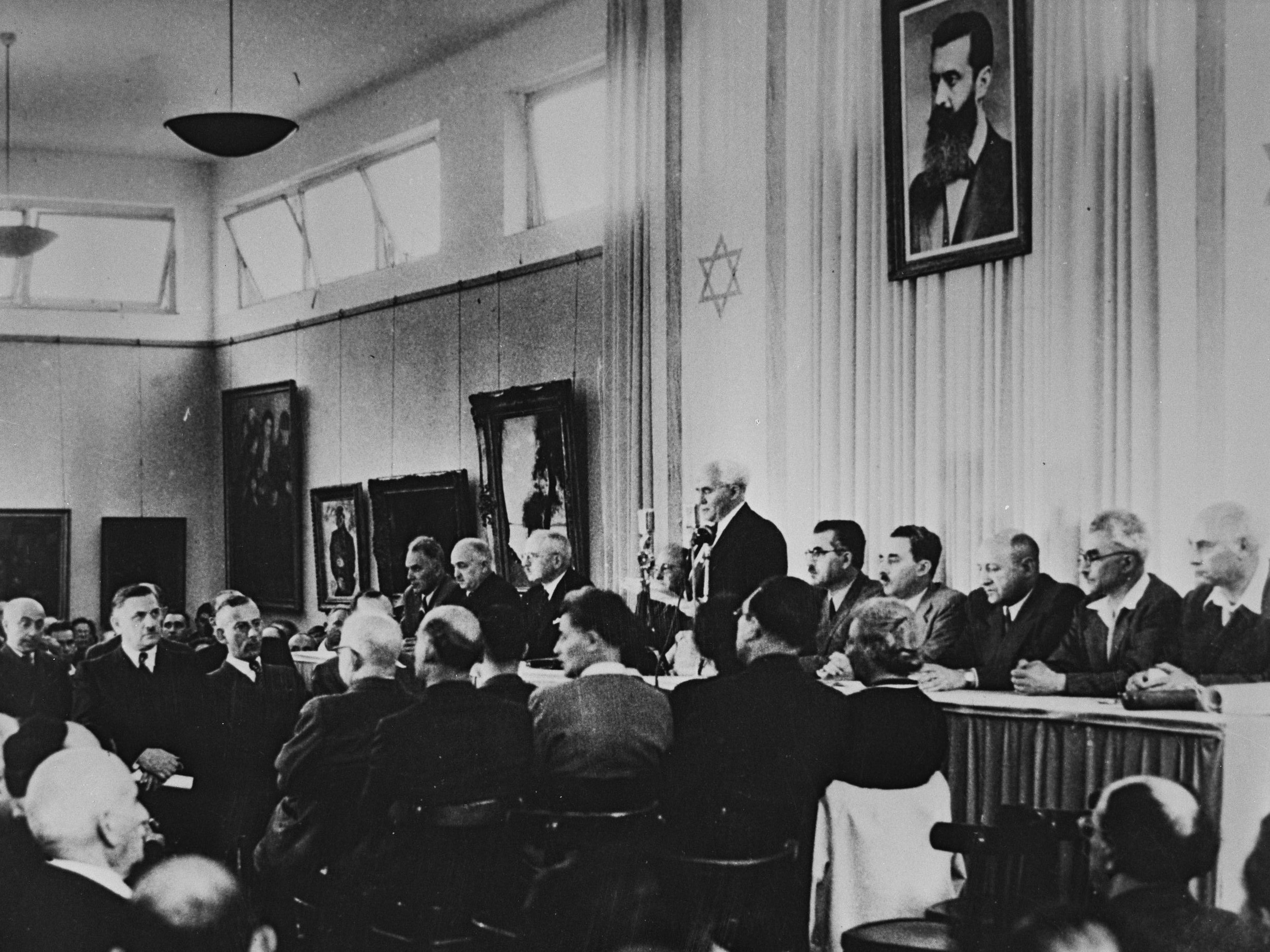
Давид Бен-Гурион в окружении членов временного правительства зачитывает Декларацию независимости в зале музея Тель-Авива

Создание Государства Израиль (ивр. הקמת מדינת ישראל‎ [Хакамат Мединат Исраэль]) — политический процесс, начавшийся с появлением движения политического сионизма в 1897 году и завершившийся уже после провозглашения 14 мая 1948 года его независимости, победой в Войне за независимость и принятием в ООН к середине 1949 года.
Создание Израиля было продиктовано многовековым стремлением евреев к возрождению национального очага на исторической родине и массовыми преследованиями, которые настоятельно требовали политически гарантированного убежища для еврейского народа. 
Основными этапами процесса создания государства были появление сионистского движения, декларация Бальфура, британский мандат на Палестину, план ООН по разделу Палестины и Война за независимость.
До создания нынешнего Израиля обсуждались и другие подобные проекты.

## Исторические предпосылки
Среди евреев, живших в диаспоре, всегда было распространено сильное стремление возвратиться на историческую родину. Преследования евреев в Европе, начавшиеся в эпоху «крестовых походов», способствовали эмиграции европейских евреев в Палестину. После изгнания евреев из Испании в 1492 году этот поток существенно пополнился испанскими евреями, основавшими общину Цфата.
Желание создать собственное государство стимулировалось массовым антисемитизмом и гонениями на евреев. Проблема национального еврейского государства обсуждалась уже в XVIII веке, причём не только евреями, но и в частности видным британским философом и политиком Эдмундом Бёрком. Он отмечал, выступая в парламенте в 1781 году, что причиной тяжёлого положения евреев является отсутствие собственных государственных инструментов, которые могли бы служить их защите — правительства, армии, дипломатов и т. п., в отличие, например, от голландцев или англичан. Бёрк считал, что другие нации в связи с этим должны оказывать евреям особую защиту и покровительство. Однако, как отмечает философ и политолог Йорам Хазони, эта идея оказалась утопической.
В 1825 году американский демократ Мордехай Ноах пытался образовать еврейское государство на Гранд-Айленде в пределах штата Нью-Йорк, где он приобрёл участок в 2555 акров земли. Назначив себя «судьёй и правителем» Израиля, Ноах выпустил прокламацию, в которой объявлял об основании «Еврейского царства» в стране Великих озёр впредь до восстановления «Палестинского царства». Проект оказался неудачным, что ещё более укрепило Ноаха в мыслях об автономии в Палестине. В 1844 году Ноах обратился к христианскому миру с призывом помочь евреям в деле их возрождения в древнем отечестве.
Первые практические планы создания еврейского государства были изложены в книгах Цви-Гирша Калишера «Требование Сиона» в 1860 году и Мозеса Гесса «Рим и Иерусалим» в 1862 году. Эти труды и книги Натана Фридланда привели в 1880-х годах к началу «поселенческого сионизма», движению «Ховевей Цион».
Первая большая волна современной иммиграции, известная как Первая алия (ивр. עלייה‎), началась в 1881 году, когда евреи были вынуждены спасаться бегством от погромов в России. В 1882 году Леон Пинскер издал брошюру «Автоэмансипация», где написал, что проблему антисемитизма можно решить только путём создания еврейского государства. Между 1881 и 1903 годами в Палестину прибыло 25 тысяч евреев.
Существует распространённое мнение о том, что важной предпосылкой создания Израиля была Катастрофа европейского еврейства в период с 1933 по 1945 годы. Однако геноцид евреев в Европе, по мнению ряда историков и публицистов, хотя и повлиял на процесс создания Израиля с общеисторической точки зрения, но не был важнейшим фактором принятия решений и почти не упоминается в ключевых документах по данному вопросу. Другие, напротив, отмечают, что к концу Второй мировой войны аргументы за создание Израиля нередко подкреплялись ссылками на массовые убийства в Европе. Катастрофа упоминается, в частности, в Декларации независимости Израиля.

## Создание движения политического сионизма

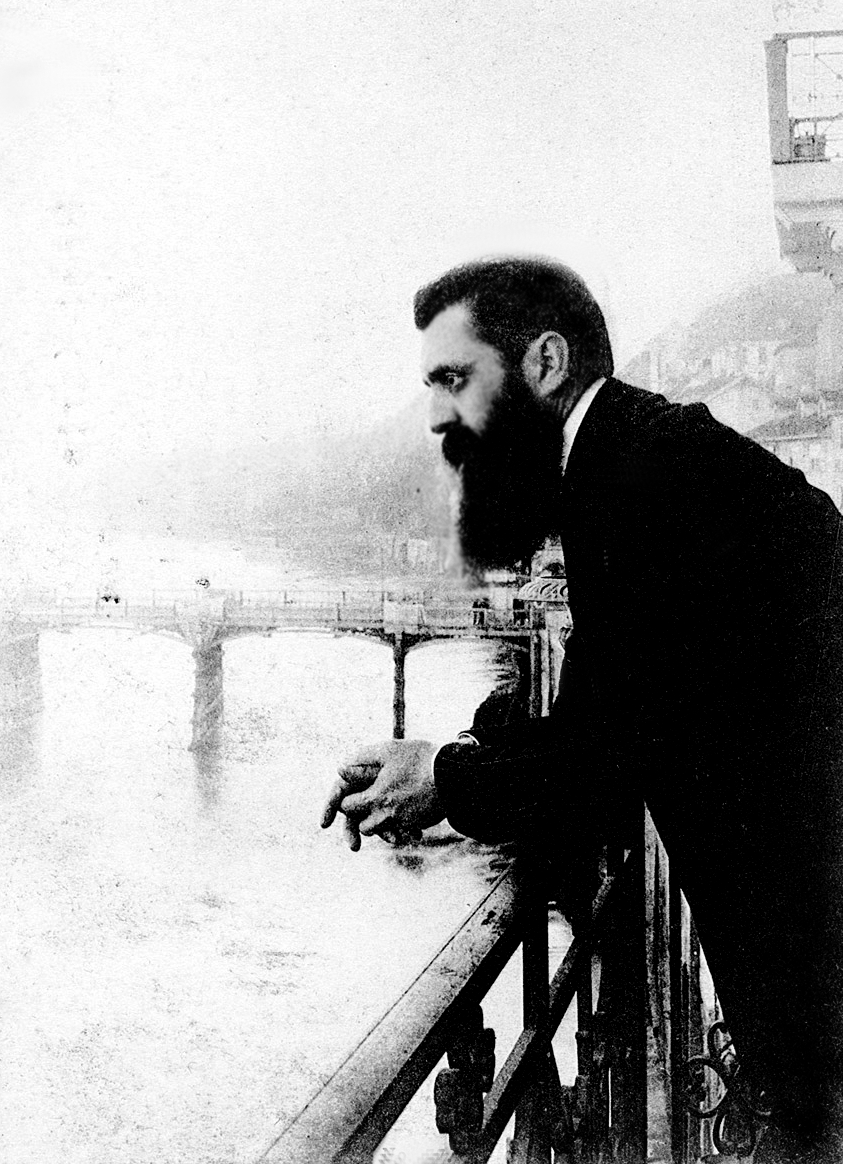
Теодор Герцль

Стремление к созданию собственного государства на Земле Израиля обрело организационные формы с появлением политического сионизма. Сионизм стал ответом на антисемитизм Нового времени, который отвергал ассимиляцию евреев. Таким образом, как пишет политолог Беньямин Нойбергер, сионизм был своеобразным антиколониальным движением, поскольку выступал против дискриминации и угнетения, унижения и погромов евреев — «положения меньшинства, подчинённого чужой и чуждой власти». С другой стороны, сами сионисты воспринимали свой проект как колонизаторский. Как отмечает Михаил Агапов, сионисты рассматривали «возвращение в свою страну» с её одновременной вестернизацией. Особенностью, отличающей сионизм от прочих национальных движений того времени в Европе, было то, что обретение государственности для евреев было сопряжено с необходимостью получения территории под эту государственность.
Основателем политического сионизма считается Теодор (Беньямин-Зеэв) Герцль. В 1896 году он опубликовал свою книгу «Еврейское государство» (нем. Der Judenstaat), в которой изложил своё видение будущего еврейского государства. В своей книге Герцль описывал не просто некую мечту, а развёрнутый план создания государства, включая его конституцию, законы, социально-экономическую структуру, военную организацию и даже флаг. Будущее государство Герцль видел форпостом европейской цивилизации на Ближнем Востоке. По мнению Михаила Агапова, столь конкретный подход привёл к тому, что проект Герцля изначально воспринимался современниками как утопический. Герцль решительно отвергал популярные в то время идеи, что национальное государство не понадобится, потому что вражда между народами и ненависть к евреям идут на убыль. Он писал, что:
так могут говорить только милые мечтатели. Идея родины и отечества будет в полном расцвете, когда даже пепел их костей развеется без следа… У евреев, как и у любого другого народа, всегда будет достаточно врагов.

Уже в следующем году Герцль руководил первым Всемирным еврейским конгрессом в Базеле, где была основана Всемирная сионистская организация (ВСО). «Базельская программа», определившая цель международного сионизма как создание «убежища» для еврейского народа в Палестине, стала первой исторической вехой израильской государственности. 3 сентября 1897 года Герцль записал в своём дневнике: 
… в Базеле я создал еврейское государство … Возможно, через пять лет, а возможно, через пятьдесят лет это будет знать каждый.
Значение «Базельской программы» было в том, что она фактически поставила точку в дискуссии о местоположении будущего еврейского государства, а именно в Палестине.
Формулируя цели создания еврейского государства, сионисты видели три основных задачи: уменьшить дискриминацию евреев в других странах, сформировать независимую национальную культуру и выработать национальный характер, подобающий независимому народу.
Цель была сформулирована в таком виде, чтобы не раздражать Турцию как суверена территории Палестины. Содействие Турции было не менее важным, чем одобрение великих держав, поэтому в конечном документе слово «государство» было заменено эвфемизмом «убежище» (нем. Heimstätte). В результате разные сионистские группы по-разному интерпретировали этот термин: «суверенное еврейское государство» (политический сионизм), «духовный центр еврейского народа» (духовный сионизм), «трудовой центр» (Поалей Цион) или «Земля Израиля для народа Израиля в соответствии с Торой Израиля» (Мизрахи) и другие варианты. Европейские националисты, в первую очередь немецкие, воспринимали этот план именно как создание отдельного суверенного еврейского государства и приветствовали такой подход.

## Декларация Бальфура

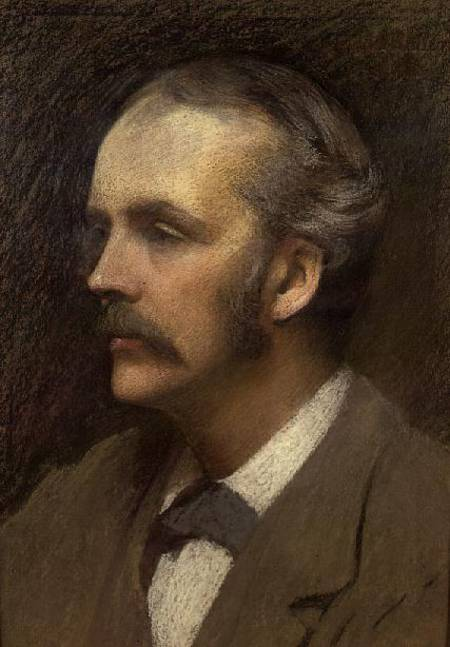
Сэр Артур Бальфур

Следующим важным событием в борьбе евреев за создание собственного государства стала так называемая «Декларация Бальфура». Если до начала Первой мировой войны многие сионисты ориентировались на Турцию и Германию, то к 1915—1916 годам неформальный политический центр сионизма переместился в Великобританию. Лоббистскую деятельность в этой стране возглавили Хаим Вейцман, Нахум Соколов и Иехиэль Членов. Они подчёркивали, что крупная еврейская община в Палестине сможет эффективно поддерживать британские интересы в регионе и обеспечить охрану стратегически важного Суэцкого канала. Поддержке планов сионистов рядом влиятельных британских политиков способствовало полученное этими политиками религиозное образование. В январе 1915 года член кабинета министров Герберт Сэмюэл представил Министерству иностранных дел меморандум «Будущее Палестины», в котором предлагал аннексировать эту территорию и поселить там «3 или 4 миллиона европейских евреев».
Обсуждение возможного послевоенного устройства Ближнего Востока включало в себя притязания Великобритании на контроль над Палестиной. Об этом, в частности, в апреле 1917 года заявил союзникам по Антанте премьер-министр Ллойд Джордж. Однако прямая аннексия могла привести к конфликту с союзниками. Вариантом решения стало создание еврейского национального очага под контролем Великобритании.
2 ноября 1917 года министр иностранных дел Великобритании Артур Бальфур направил официальное письмо лорду Уолтеру Ротшильду, представителю британской еврейской общины, для передачи Сионистской федерации Великобритании. В нём утверждалось, что Британия «смотрит положительно на основание в Палестине национального дома для еврейского народа». 9 ноября 1917 года письмо было опубликовано в газете «Таймс». Впоследствии этот документ получил название «Декларация Бальфура». В ответ на поддержку Великобританией создания «еврейского дома» в Палестине еврейские добровольцы-сионисты сформировали «Еврейский легион», который оказал британским войскам помощь в завоевании Палестины. Сионистская организация совместно с британскими дипломатами начала кампанию за признание «Декларации Бальфура» в качестве международного соглашения о судьбе Палестины.
В феврале 1918 года о своём согласии с «Декларацией» заявила Франция, 9 мая — Италия, 31 августа того же года её одобрил президент США Вильсон, а затем, 30 июня 1922 года, конгресс США. 24 апреля 1920 года на конференции в Сан-Ремо «Декларация Бальфура» была утверждена союзниками как основа послевоенного урегулирования в Палестине. Решения конференции в Сан-Ремо, касающиеся мандатов, включая «Декларацию Бальфура», были включены в статьи 94—97 (раздел VII) оставшегося нереализованным Севрского мирного договора, которыми была дополнена Статья 22 Версальского мирного договора (1919). Поскольку Турция отклонила Севрский мирный договор 1920 года, эти решения были окончательно утверждены Советом Лиги Наций лишь 24 июля 1922 года.

## Британский мандат в Палестине

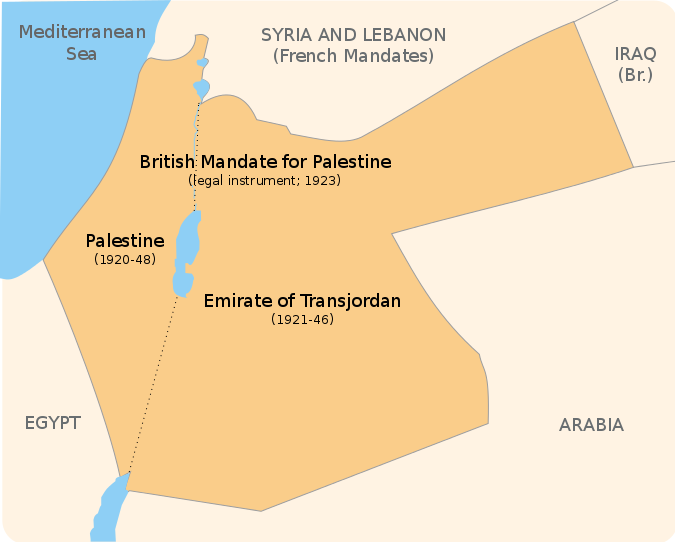
Границы Британского мандата в Палестине

На основании решений конференции в Сан-Ремо Лига Наций вручила в 1922 году Великобритании мандат на Палестину, объясняя это необходимостью «установления в стране политических, административных и экономических условий для безопасного образования еврейского национального дома». Согласно мандату Британия обязалась:

«Статья 2: …создать такие политические, административные и хозяйственные условия, которые обеспечат установление еврейского национального дома в Палестине, как изложено в преамбуле, и развитие институтов самоуправления.

Статья 5: …никакая часть территории Палестины не может быть уступлена, сдана в аренду или помещена под управление иностранной державы.

Статья 6: …содействовать еврейской иммиграции и поощрять плотное заселение евреями земель, включая государственные земли и пустующие земли, не являющиеся необходимыми для общественных надобностей.

Статья 7: …способствовать приобретению палестинского гражданства евреями, которые выберут Палестину местом своего постоянного проживания»

На самом деле Великобритания не планировала никакого создания ни еврейского анклава, на котором настаивали сионисты, ни еврейского большинства в Палестине, ни тем более еврейского государства. Уже в 1921—1922 годах британские чиновники заявили, что «еврейский национальный очаг» понимается ими не более как самоуправляемое сообщество. Развитие «еврейского национального очага» регламентировалось положениями так называемой «Белой книги» 1922 года.
Рост иммиграции евреев в Палестину привёл к росту арабского национализма и к ухудшению отношений между арабами и евреями. Массовые протесты арабов вынудили Великобританию ввести ограничения на еврейскую иммиграцию и приобретение евреями земли. Часть подмандатной территории была отдана под образование арабского государства Трансиордании, где запрещалось селиться евреям. Несмотря на это арабы воспринимали британскую политику как подрыв идеи единого арабского мира. Как элита, так и народные массы объединились в неприятии создания еврейского государства.

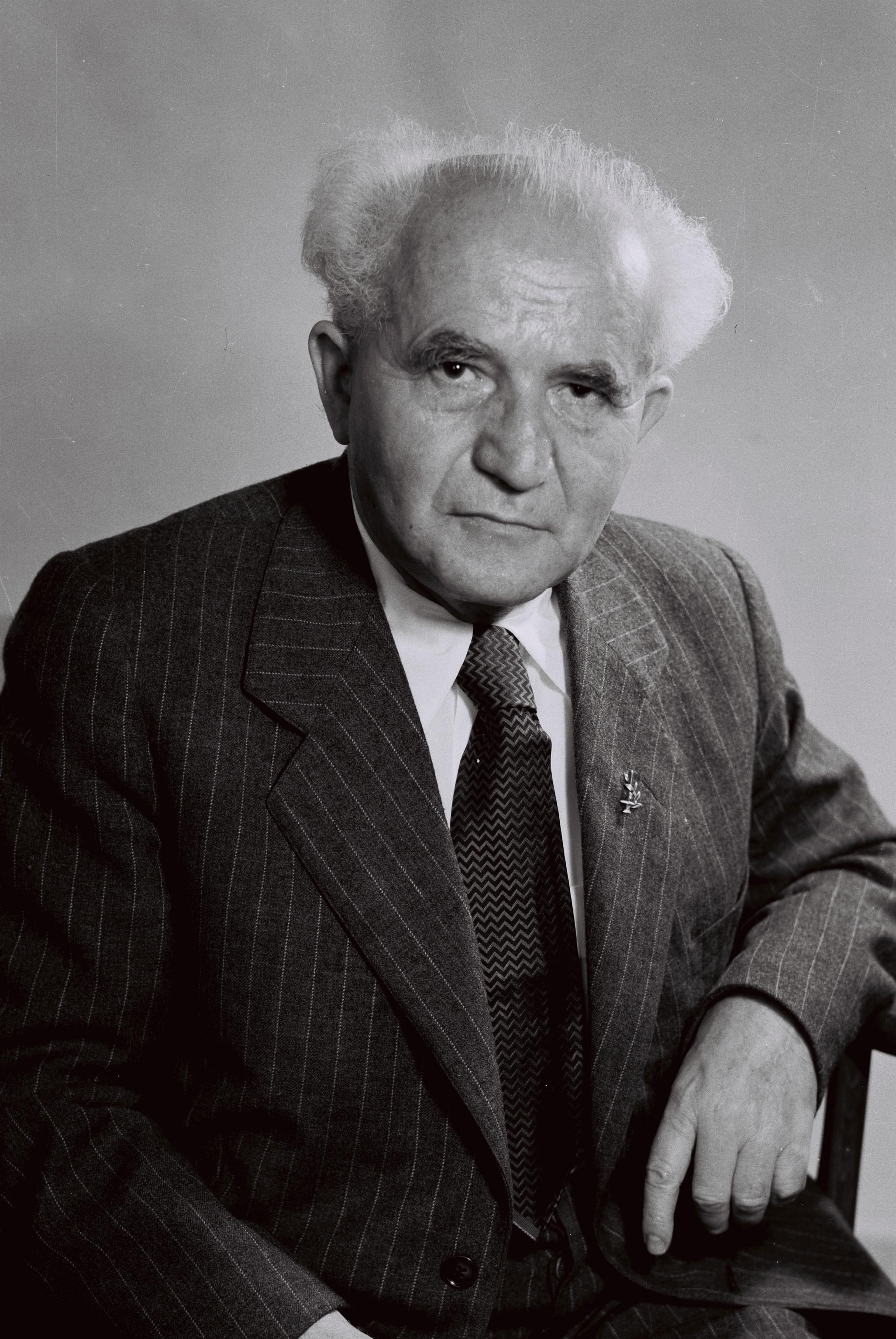
Давид Бен-Гурион

Лидер ишува Давид Бен-Гурион, требуя активизации еврейских усилий по созданию государства, писал в 1933 году:

Ни Великобритания, ни арабский мир не исчезнут с карты мира, если они не будут обладать Палестиной, в то время как наше существование полностью зависит от этого. Для нас это вопрос жизни или смерти…
В 1920-е годы Всемирная сионистская организация (ВСО) добивалась признания британской администрацией еврейского населения Палестины как национальной, а не религиозной группы. Такое признание было достигнуто, и община стала юридическим лицом, с правом избирать собственные органы власти. В то же время аналогичные усилия со стороны арабов не увенчались успехом. В 1929 году был создан специализированный орган Исполкома ВСО — «Еврейское агентство для Палестины» со штаб-квартирой в Иерусалиме. К 1930 году, за счёт пожертвований филантропов, кредитов и доходов еврейских организаций, евреи уже владели 1 250 000 дунамами земли при общей площади обрабатываемой земли в 6 844 000 дунамов. Сложившуюся к началу 1930-х годов в Палестине политическую ситуацию Николас Бетелл назвал «конфликтным треугольником», участниками которого были сионисты, арабы и британская администрация.
В первой половине 1930-х годов Великобритания пыталась построить модель взаимоотношений в «треугольнике» в рамках концепции «общего дома» для евреев и арабов. Однако эта концепция не была поддержана ни арабскими, ни еврейскими лидерами. Попытки найти взаимоприемлемое решение вопросов мандата для евреев и арабов со стороны Великобритании не увенчались успехом. Уже в 1937 году Комиссия Пиля пришла к выводу о необходимости прекращения мандата и раздела территории на два зависимых государства под британским контролем. Однако обе конфликтующие стороны и Совет Лиги наций отвергли план Пиля как неприемлемый.
Наплыв еврейских беженцев из Европы в 1930-е годы, спасавшихся от нацистских преследований, закончился арабским восстанием. В период арабского восстания 1936—1939 гг. британская администрация мобилизовала около 3000 палестинских евреев во вспомогательные полицейские формирования, взяв на себя их снабжение. При этом, формально подчиняясь британским властям, эти подразделения реально входили в структуру еврейской вооружённой подпольной организации «Хагана», созданной для защиты еврейских поселений.
После провала Сент-Джеймсской конференции в феврале 1939 года, на которой Великобритания попыталась предложить идею создания двунационального государства к западу от Иордана, 17 мая 1939 года британское правительство опубликовало «Белую книгу» Макдональда, которая практически запретила еврейскую иммиграцию и покупку земли евреями, и ревизовало «Декларацию Бальфура», заявив, что «еврейский национальный очаг уже создан». Одновременно этим же документом Британия отказалась от обещаний в отношении арабов, изложенных в переписке Мак-Магона — Хусейна 1915 года, в которой предусматривалось независимое арабское государство в его «естественных границах», включающих, по мнению арабов, в том числе всю Палестину. Британия утверждала, что гарантии Мак-Магона не распространялись на Палестину.
Арабские лидеры не оценили уступок в части запрета еврейской иммиграции и отвергли «Белую книгу». Они требовали немедленно и полностью запретить иммиграцию и ускорить переход к независимости. Оппозиция в британском парламенте, американские конгрессмены и Постоянная мандатная комиссия Лиги Наций обвинили британское правительство в нарушении условий мандата в части обязательств перед евреями. «Белая книга» Макдональда стала поворотным пунктом в отношениях Великобритании и сионистов — сионистские лидеры фактически отказались от признания законности британского мандата на Палестину. Для обхода ограничений на иммиграцию евреями была создана подпольная организация «Моссад ле-Алия Бет». «Белая книга» блокировала спасение европейских евреев от Холокоста.
Начало Второй мировой войны сильно осложнило ситуацию с созданием еврейского государства. Оккупация Польши и запрет еврейской эмиграции как из СССР, так и с территорий, подконтрольных Третьему рейху, подорвали потенциальную базу иммиграции. Многие сионистские активисты в Европе попали в советские и нацистские концлагеря.
Двойственное отношение сионистов к Великобритании в этой ситуации выразил Давид Бен-Гурион:

Мы должны помогать англичанам в войне, как если бы не существовало «Белой книги», и мы должны бороться против «Белой книги», как если бы не велась война.

После 1945 года Великобритания оказалась вовлечена в нарастающий конфликт с еврейским населением. Основной проблемой стало нежелание нового правительства Великобритании во главе с Клементом Эттли отказаться от ограничений «Белой книги» 1939 года. Министерская комиссия рекомендовала ограничить иммиграцию «1500 разрешениями в месяц на въезд для евреев, переживших Катастрофу». Отказ Великобритании от обещаний сионистскому движению, запреты на покупку земли и ограничения иммиграции вызвали резкое усиление антибританских настроений и прямой борьбы со стороны еврейской общины. Руководители трёх подпольных сионистских организаций (Хагана, Иргун и Лехи) заключили соглашение о начале совместной вооружённой кампании против британских властей. В 1946 году силы сопротивления провели ряд масштабных диверсий, а британские войска и полиция — массовые аресты и высылки.
Во время Мандата евреи никогда не составляли большинство населения Палестины, но численность свою значительно увеличили, так, в 1920 году здесь арабы составляли абсолютное большинство (90 %), а к 1947 году евреи составили 31 % населения. На 1943 год на территории Британского мандата в Палестине евреям принадлежало 49 % городской и сельской застройки и 12 % пригодной к обработке земли (пашен и многолетних насаждений). Всего около половины земель находилась в государственном владении, около 47 % земли принадлежало арабским и другим не-еврейским землевладельцам, примерно 6 % было во владении евреев.

### Организационная работа в еврейской общине
К началу двадцатых годов XX века одной из важнейших целей руководства еврейской общины (ишува) в подмандатной Палестине стало создание т. н. «государства в пути» — формирование независимых, насколько возможно, от британской администрации органов власти. Действуя на правах общественно-политических организаций, эти структуры осуществляли реальное управление делами ишува и по замыслу создателей (прежде всего Бен-Гуриона) смогли бы превратиться в органы государственного управления в момент провозглашения независимости.
Несмотря на все препятствия, еврейские поселенцы создали эффективную структуру управления в качестве подготовки к созданию собственного государства. Политолог Алек Эпштейн отмечает, что с момента перехода «Еврейского агентства» из-под контроля организаций диаспоры под контроль ишува в 1936 году оно стало исполнять роль правительства. В отчёте Палестинской королевской комиссии 1937 года ишув был назван «государством в государстве» и были отмечены крупные успехи в деле создания еврейского национального очага. Руководство ишува стремилось включить все группы еврейского населения в свою сферу деятельности. Для этого, в частности, в руководство «Еврейского агентства» были введены представители несионистских группировок, хотя они составляли в нём незначительное меньшинство.
Специальная комиссия ООН в 1947 году в своём докладе указывала, что ишув выполняет государственные функции, а «Еврейское агентство» — правительственные. В частности, было отмечено, что:

Вступление в еврейскую общину является фактически автоматическим для всех евреев от восемнадцати лет и старше, которые прожили в Палестине по крайней мере три месяца. Все взрослое население в возрасте 20 лет и старше принимает участие в избрании членов Выборного собрания, из которого образуется «Ваад леуми» (Национальный совет). В сотрудничестве с другими общественными организациями «Ваад леуми» содержит — почти исключительно на средства, получаемые от взимаемых им налогов и из других доходов, — систему еврейских школ и сеть учреждений общественного здравоохранения и социального обслуживания…

В жизни еврейского населения Палестины «Еврейское агентство» занимает особое место как ввиду его положения согласно статье 4 мандата, так и в качестве организации, представляющей мировое еврейство. Организованное в Палестине в форме примерно двадцати департаментов, соответствующих в общем министерствам самоуправляющегося государства, Агентство касается всех сторон еврейского экономического и социального развития в Палестине и имеет решающее влияние в главных вопросах политики и управления, особенно в вопросах иммиграции и развития сельского хозяйства.— Официальные отчеты Генеральной Ассамблеи, вторая сессия. Дополнение №11. документ А/364 (Доклад Специальной комиссии Организации Объединенных Наций по вопросам Палестины), том II, стр. 5.
В ответ на усиливающийся конфликт с арабами конференция рабочей партии «Ахдут ха-Авода» в июне 1920 года приняла резолюцию по обеспечению безопасности еврейского населения. «Всеобщая Федерация еврейских трудящихся» («Гистадрут») на своём первом съезде, в декабре 1920 года, приняла решение о создании подпольной вооружённой армии самообороны («Хагана»), которая впоследствии стала основой для создания Армии обороны Израиля. В рамках «Хаганы» в середине 1930-х годов началось создание службы разведки и безопасности, которая в 1942 году была выделена в отдельную организацию «Шай» под контролем «Еврейского агентства».
Созданная в 1930 году партия «Мапай» стала ведущей политической силой в ишуве. Михаил Штереншис отмечает, что после того, как глава «Мапай» Давид Бен-Гурион стал практически единственным лидером еврейской общины (Вейцмана и Бегина он победил политически, а Жаботинский умер), он составил свою команду из чрезвычайно способных и образованных людей. В число его ближайших соратников входили Моше Шарет, Давид Ремез, Элиэзер Каплан, Пинхас Лавон, Иосиф Шпринцак, Залман Шазар, Голда Меир и другие.
Алек Эпштейн считает, что еврейская община в Палестине подготовила достойную базу для создания государства. По его мнению, только в двух сферах деятельности молодое государство начинало почти с нуля. Одна из них — финансовая сфера: во времена Британского мандата ишув не имел своей валюты, валютой служила палестинская лира, которая была прочно привязана к курсу фунта стерлинга. Другой неосвоенной сферой была судебная система, которую пришлось создавать заново; в данной отрасли особое влияние получило британское законодательство, ставшее одним из источников израильского права.

## План ООН по разделу Палестины

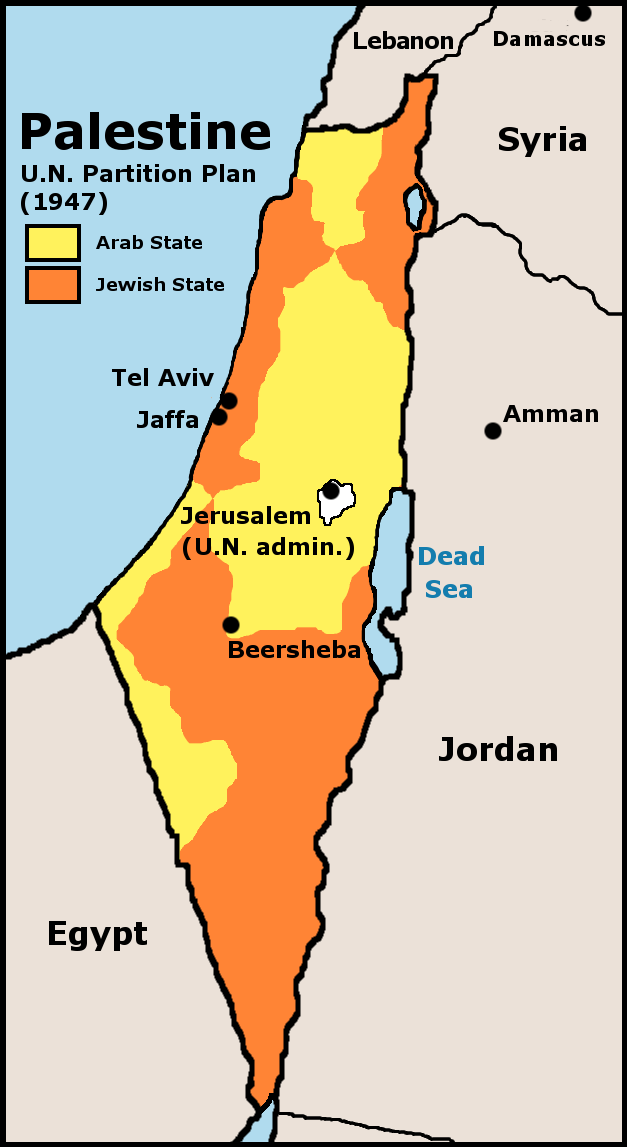
План по разделу Палестины

В 1947 году британское правительство заявило о своём желании отказаться от мандата на Палестину, аргументируя это тем, что оно не способно найти приемлемое для арабов и евреев решение. Созданная незадолго до того Организация Объединённых Наций на Второй сессии своей Генеральной Ассамблеи 29 ноября 1947 года приняла план раздела Палестины (резолюция Генеральной ассамблеи ООН № 181).
Согласно этому плану, Иерусалим должен был стать международным городом (corpus separatum) под управлением ООН, чтобы не допустить конфликта по его статусу. В пределы Иерусалима также предполагалось ввести такие окрестные населённые пункты, как Шуафат, Эйн Карем и Вифлеем.
Большинство еврейского населения приветствовало предложенный план раздела Палестины. Хотя такие радикальные еврейские организации, как Иргун Менахема Бегина или Лехи Ицхака Шамира, отвергли этот план, считая его несправедливым по отношению к евреям, Еврейское агентство, представлявшее большинство ишува, решило принять план ООН.
Арабские руководители, в том числе Лига арабских государств и палестинский Высший арабский совет, категорически отвергли план ООН по разделу Палестины и заявили, что приложат все усилия, чтобы помешать его реализации. Так, Джамаль аль Хуссейни, исполнявший обязанности председателя Высшего арабского совета, 24 ноября 1947 года угрожал, что «Палестина будет охвачена огнём и кровью, если евреи получат хоть какую-нибудь её часть».

### Роль сверхдержав
Принятие этого плана стало возможным благодаря его поддержке со стороны крупнейших держав — СССР и США. Советский Союз, пытаясь укрепить свою позицию на Ближнем Востоке, стремился, в первую очередь, подорвать позиции Великобритании. Поддержка плана ООН со стороны СССР стала большой неожиданностью как для евреев, так и для арабов. В частности, советский представитель А. А. Громыко на пленарном заседании 26 ноября решительно высказался за «вариант раздела Палестины на два самостоятельных демократических государства — арабское и еврейское».
По мнению израильского политика Юлия Кошаровского:

Ближневосточная политика Сталина строилась таким образом, чтобы изгнать Великобританию из стратегически важного региона и, по возможности, занять её место. Именно этим определялась поддержка борьбы евреев Палестины против Британского мандата за свою национальную независимость
Историк Дмитрий Мосяков считает, что советские инициаторы этой политики надеялись, что Израиль, возглавляемый выходцами из российского Бунда, станет очагом социализма на Ближнем Востоке, подконтрольным Москве, в противовес арабским режимам, ориентированным на Запад.
Помощник В. М. Молотова Михаил Ветров (позже советский посол в Дании) отмечает слова Сталина: «Давайте согласимся с образованием Израиля. Это будет как шило в заднице для арабских государств и заставит их повернуться спиной к Британии. В конечном счёте британское влияние будет полностью подорвано в Египте, Сирии, Турции и Ираке».
Немецкий историк Леонид Люкс отмечал две противоположных линии в поведении советского руководства в этот период: на Ближнем Востоке оно поддерживало евреев против Великобритании, а внутри страны проводило антисемитскую политику.
Среди политической элиты США по этому вопросу существовали серьёзные разногласия, и в итоге решающую роль сыграла личная позиция президента Гарри Трумэна, который ради принятия решения о создании Израиля пошёл на прямой конфликт с руководством Госдепартамента.
В марте 1947 года Трумэн в частном порядке пообещал Хаиму Вейцману (будущему президенту Израиля) поддержку идеи раздела Палестины, но на следующий день американский посол в ООН проголосовал за передачу Палестины под опеку ООН. Трумэн пришёл в ярость и обвинил в произошедшем чиновников Госдепартамента.
Однако за этим голосованием стояла группа высокопоставленных лиц, включая госсекретаря Джорджа Маршалла и министра обороны Джеймса Форрестола. Многие сотрудники Госдепартамента во главе с госсекретарём Джорджем Маршаллом опасались того, что явная поддержка еврейскому государству приведёт к тому, что СССР выступит в качестве союзника арабским странам и получит широкий доступ в регион. Как заявлял первый министр обороны Джеймс Форрестол президенту Трумэну: «Вы просто не осознаёте, что существует 40 млн арабов и 400 тыс. евреев. Миллионы арабов одержат верх над тысячами евреев. Нефть — вот та сторона, на которой мы должны находиться». С другой стороны, как полагал советник президента Кларк Клиффорд, «демократическое государство на Ближнем Востоке станет долгосрочной гарантией безопасности не только нашей страны, но и всего мира».
Конфликт между Трумэном и Маршаллом по этому вопросу грозил перерасти в правительственный кризис. Однако разрастания скандала удалось избежать. Трумэн настоял на своём решении поддержать создание Израиля. Существенную роль здесь сыграло и влияние еврейской общины в США, голосами которой хотел заручиться Трумэн в преддверии президентских выборов 1948 года. Кроме того, как пишет Е. Е. Эпштейн в статье «Образование государства Израиль и ближневосточная дипломатия США»: «Г. Трумэн был южным баптистом и питал некоторую религиозную симпатию к евреям».

## Война за независимость

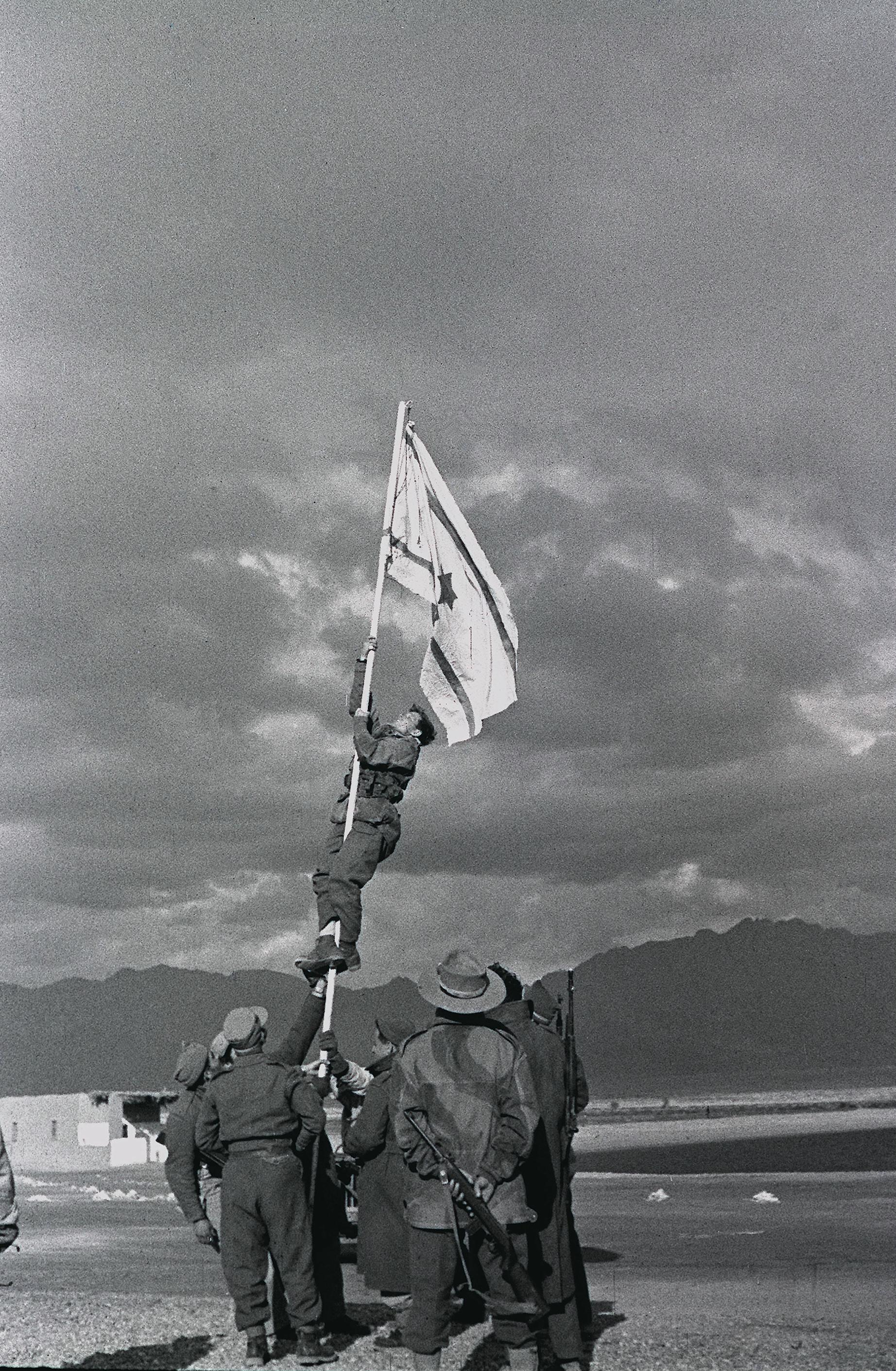
Водружение самодельного флага Израиля в Эйлате, ознаменовавшее окончание войны

Принятие ООН плана раздела Палестины 29 ноября 1947 года вызвало резкую отрицательную реакцию как палестинских арабов, так и в целом в арабском мире. Стычки между еврейскими и арабскими вооружёнными формированиями стали перерастать в полномасштабные военные столкновения, и британские власти не в состоянии были помешать этому. Великобритания объявила о прекращении Мандата с 15 мая 1948 года, на несколько месяцев раньше срока, предусмотренного планом ООН. Обе противоборствующие стороны усиленно закупали вооружение и мобилизовывали население. Еврейские и арабские военизированные формирования стремились к максимальному захвату территории и контролю над коммуникациями, занятию ключевых пунктов сразу же после ухода британских войск.
К этому времени руководство ишувом было сконцентрировано в руках Еврейского агентства во главе с Бен-Гурионом — прообраза будущего правительства.
Основной военной силой еврейского населения была Хагана — подпольная военизированная организация, созданная в 1920 году для защиты еврейских поселений. К 1947 году это уже была разветвлённая организация, включающая ударные батальоны Пальмах, 6 бригад полевых частей пехоты, территориальные части, разведку, штабы, вспомогательные структуры. Отдельно действовали боевые подразделения подпольных организаций Иргун и Лехи.
Большинство источников оценивает численность еврейских вооружённых сил с центральным командованием в ноябре 1947 года в 14—16 тысяч человек (кроме того, до 20 тысяч в городских ополчениях ХИМ и молодёжных организациях ГАДНА (ивр. גדודי הנוער‎ — гдудей ха-ноар) и около тысячи во вспомогательной еврейской полиции, подчинённой британскому командованию), а в мае 1948 года — в 27—35 тысяч человек (включая или исключая ХИМ, насчитывавшие около 6 тысяч человек).
Основной задачей обеих воюющих сторон был захват коммуникаций. Особенно остро эта проблема стояла в Иерусалиме, еврейская часть которого в марте 1948 года оказалась в полной арабской блокаде. Историки делят этот этап на два периода. Первый период, с 29 ноября 1947 до марта 1948 года, характеризовался тем, что еврейские силы декларировали принцип «ответных акций» против арабов. С марта 1948 года до середины мая 1948 года этот принцип отменяется, и война характеризуется активными действиями Хаганы по взятию под контроль территорий в подмандатной Палестине.
Главной проблемой были поставки оружия, которого Хагане критически не хватало. 1 апреля 1948 года на заброшенном британском аэродроме приземлился первый самолёт с партией оружия из Чехословакии. Это оружие позволило организовать атаку на горную крепость Кастель с целью разблокирования Иерусалима. Наступление Хаганы в апреле — мае привело к взятию евреями Тверии, Хайфы, Цфата, Яффо, Акко и других населённых пунктов с арабским или смешанным населением.
15 мая 1948 года Египет, Сирия, Ливан, Трансиордания, Саудовская Аравия, Ирак и Йемен объявили войну евреям Палестины и напали на только что провозглашённый Израиль с целью уничтожения нового еврейского государства. Силы арабских армий, вторгшихся в Палестину, составляли 32,5 тысячи человек (10 тысяч — египтяне, 4,5 тысячи — Арабский легион, 7 тысяч — сирийцы, 8 тысяч иракцы и 3 тысячи — ливанцы), евреи мобилизовали 30 тысяч человек. Основная сила арабов состояла в их подавляющем превосходстве в огневой мощи и наличии авиации. Еврейской армии не хватало оружия. Артиллерии, танков и самолётов на начало вторжения не было.
На первом этапе вторжения израильтяне вели тяжёлые оборонительные бои. Ливанские и сирийские силы наступали с севера. Колонна сирийских войск, включая 45 танков, атаковала самый старый кибуц Палестины — Дганию на юге озера Кинерет. Местная самооборона под командованием подполковника Моше Даяна подбила один танк и сирийцы отступили. Иракские силы заняли позиции в Самарии. Как писал историк Говард Сакер, мобилизованные в армию иракские крестьяне не желали воевать. Две египетские бригады пересекли Синайский полуостров и захватили Беер-Шеву. Одна бригада двинулась вдоль побережья в сторону Ашкелона и Тель-Авива, вторая — в сторону Хеврона и Иерусалима. Иерусалим был осаждён Арабским легионом. Южнее Иерусалима в районе Бейт-Лехема египетские войска соединились с иорданскими. 28 мая Еврейский квартал Старого города был захвачен арабами. Контратаки еврейских войск на Латрун с целью прорвать осаду Иерусалима оказались безуспешными. Удержать Иерусалим израильтянам удалось за счет прокладки новой дороги южнее Латруна, она позволила организовать снабжение города.
С 11 июня около месяца продолжалось перемирие. Численность арабских сил к июлю была увеличена до 42 тысяч человек. Израиль продолжил мобилизацию, производство и импорт оружия, еврейские новобранцы прошли интенсивную подготовку. Численность израильских вооружённых сил достигла 60 тысяч человек. В июле Армия обороны Израиля перешла в контрнаступление. Первый удар был нанесен 9 июля 1948 года по позициям Арабского легиона в районе Лод — Рамла, иорданцы отступили. На севере за 10 дней израильтянам удалось очистить от арабских сил всю Нижнюю Галилею от Хайфы до Кинерета.
С 18 июля было назначено новое перемирие. К середине октября израильская армия насчитывала уже 90 тысяч человек, продолжались масштабные поставки оружия из-за границы, в том числе были получены танки, артиллерия и самолёты. 14 октября под предлогом несоблюдения перемирия египтянами, Израиль начал наступление в Негеве. К 22 октября евреями были взяты Беер-Шева и Лахиш. В последние дня октября от арабских подразделений была очищена Верхняя Галилея.
В марте 1949 года израильские войска, пройдя через пустыню Негев, заняли Эйлат — порт на Красном море. Это стало последней военной операцией данного конфликта.
Таким образом, израильтяне не только отразили нападение и отстояли существование Израиля, но и значительно увеличили его размеры. К концу войны евреи контролировали территорию, определённую сионистским движением на Парижской мирной конференции в 1919 году как «Еврейский национальный очаг», за вычетом Западного берега реки Иордан, захваченного Трансиорданией, и Сектора Газа, захваченного Египтом. Иерусалим был разделён между Израилем и Трансиорданией. Боевые действия продолжались до 18 июля 1949 года. 20 июля было подписано последнее соглашение о прекращении огня с Сирией. Во время войны погибло примерно 1 процент еврейского и арабского населения Палестины: от 5700 до 6400 евреев и от 10 000 до 15 000 арабов.

## Провозглашение независимости и признание
12 мая 1948 года состоялось историческое заседание Народного правления (временного органа управления ишувом) для рассмотрения заявления госсекретаря США Джорджа Маршалла, в котором он требовал отложить провозглашение государства и объявить прекращение огня сроком на 3 месяца. На этот период Маршалл предлагал передать власть Комитету по наблюдению за прекращением огня, который был бы сформирован Советом Безопасности ООН. Маршалл сказал, что если Народное правление не примет такого решения, то «пусть они не обращаются к Соединённым Штатам в случае арабского вторжения». На этом же заседании Голда Меир доложила о провале переговоров с королём Трансиордании Абдаллой, которого планировалось отговорить от участия в войне. Данное событие было принято среди еврейского населения тяжело, так как Трансиордания имела сильную армию, в подготовке и руководстве которой участвовали британские военные. Кроме того, теперь территория Трансиордании была открытой для прохождения по ней иракских войск. Заслушав мнение военных руководителей Исраэля Галили и Игаэля Ядина, Народное правление 6 голосами против 4 (при участии 10 из его 13 членов) приняло решение отклонить предложение США.
Накануне, 11 мая, обсуждался вопрос о названии будущего государства с учётом того, как это будет звучать на арабском. Рассматривалось 3 варианта: «Палестина», «Сион» и «Израиль». Первый вариант был отвергнут из-за потенциальной путаницы с будущим арабским государством, второй из-за отрицательной коннотации со словом «сионизм» в арабском мире.
Еврейское государство было провозглашено 14 мая 1948 года в здании музея на бульваре Ротшильда в Тель-Авиве, за один день до окончания британского мандата на Палестину.
В Декларации независимости Израиля говорилось о возникновении еврейского народа на Земле Израиля и его стремлении вернуться на историческую родину. Упоминались Катастрофа еврейского народа и выстраданное им право на собственное государство. Декларация ссылалась на Резолюцию ООН о создании еврейского государства, сообщала о формировании переходных органов власти и гарантировала открытость для репатриации всех евреев на планете, а жителям страны гарантировала «полное общественное и политическое равноправие всех своих граждан без различия религии, расы или пола … свободу вероисповедания и совести, право пользования родным языком, право образования и культуры», а также охрану святых мест всех религий и верность принципам ООН. Арабам предлагалось прекратить кровопролитие, блюсти мир и участвовать в строительстве нового государства на условиях гражданского равноправия.
Первым государством, признавшим Израиль де-факто, были США. Трумэн объявил об этом в 18:11 минут 14 мая — через 11 минут после того, как Бен-Гурион огласил Декларацию о Независимости. Первой страной, признавшей еврейское государство в полном объёме, де-юре, стал 17 мая Советский Союз. Первый министр иностранных дел Израиля Моше Шарет в первой официальной телеграмме Израиля в СССР выражал «глубокую признательность и уважение народа Израиля за стойкую позицию, занятую советской делегацией в ООН в поддержку образования независимого и суверенного еврейского государства».
11 мая 1949 года Государство Израиль было признано в качестве члена ООН. На 2020 год Израиль поддерживал дипломатические отношения со 160 странами и имел 107 дипломатических миссий.

## Переход от ишува к государству
На момент провозглашения государства политическая система ишува признавалась лишь теми группами населения, которые тесно были с ним связаны. После провозглашения государства правительство должно было распространить полномочия на всё население Израиля, в том числе на тех, кто ранее был за рамками ишува. Кроме того, партийные и общественные структуры не были заинтересованы в передаче своих полномочий внепартийным государственным учреждениям. Также встала задача выполнения тех функций, которые ранее были в ведении властей британского мандата, — например, создание правовых норм, судебные функции и т. п.
Тем не менее, благодаря тому, что деятельность систем ишува была основана на добровольности и склонности к компромиссам, преодоление вышеуказанных проблем прошло без особых потрясений.
Михаил Штереншис отмечает также ту большую роль для евреев в процессе передаче властных полномочий, которую сыграло наличие «Еврейского агентства» и его подразделений как почти полноценного правительства, в то время как у арабов не было ничего даже похожего на властные структуры масштаба государства. В связи с этим многие хозяйственные и административные объекты были переданы уходящими англичанами именно евреям — телефонные станции, системы водоснабжения, радио и т. д. Еврейские служащие справились с приёмом-передачей текущих дел, в то время как в арабском секторе царил полный хаос. Уход англичан из Палестины ударил по экономическому положению арабского населения, так как именно мандатные власти были основным работодателем в арабском секторе. При этом эффективность аппарата «Еврейского агентства» и охват его структурами многих аспектов жизни граждан привели к чрезвычайно высокой степени концентрации власти в руках государства в первые годы существования Израиля.
Воссоздание государства Израиль, которое требовало опоры на героическое прошлое, отсылало к зилотам Масады, сопротивлявшимся Римской империи. В течение двух десятилетий в этом памятном месте велось принятие воинской присяги.

### Парламент и правительство
В мае 1948 года была предпринята первая попытка объединения представительных и исполнительных органов власти: в качестве представительного органа создано Национальное собрание (Моэцет ха-ам), которое сформировало Временное правительство (Минхелет ха-ам) вместо существовавших ранее исполнительных органов «Национального комитета» и «Еврейского агентства». К участию в законодательном и исполнительном органах были приглашены ранее не принимавшие участия в выборах Агудат Исраэль, ревизионисты, сефарды и коммунисты. Коммунисты и ревизионисты в итоге отказались входить в правительство.
Во Временное правительство вошли все 37 членов Народного совета и 13 членов Народного правления. 14 мая Народный совет отменил ряд британских законов, направленных против ишува, включая «Белую книгу 1939 года» и последующие ограничения на еврейскую иммиграцию, на приобретение евреями земли и на свободу передвижения. 16 мая совет избрал своим председателем будущего президента Хаима Вейцмана.
25 января 1949 года состоялись первые в истории Израиля парламентские выборы, в ходе которых были избраны 120 депутатов Учредительного собрания нового государства. Победу одержала левосионистская партия МАПАМ во главе с первым премьер-министром Давидом Бен-Гурионом. 14 февраля состоялось первое заседание Учредительного собрания, которое через 2 дня изменило своё наименование и стало официальным законодательным органом Израиля — Кнессетом.

### Создание правовой и судебной системы
Изначально правовую систему в новом государстве пришлось создавать на базе существовавшей мандатной, так как ни у еврейской, ни у арабской общины не было своей автономной судебной системы. Существовавшие в стране суды были мандатными, а в последние несколько месяцев до создания Израиля судебная власть фактически прекратила своё существование. С момента провозглашения независимости продолжали действовать оттоманские и британские правовые нормы в той мере, в которой они не противоречили нормам, создаваемым новой властью. Процесс перехода был очень долгим и трудным. Лишь в начале 1980-х годов официально был провозглашён отказ от оттоманского и британского мандатного законодательства, хотя их отдельные элементы сохранились даже в XXI веке.
После провозглашения государства Временным Государственным Советом было издано «Постановление о системе власти и судебной власти». Согласно статье 11 Постановления, в новом государстве сохранялось действовавшее прежде право с внесёнными в него необходимыми изменениями, а согласно статье 17, действовавшие при мандате суды сохраняли свои функции. Полномочия назначения судей перешли от короля Великобритании и Верховного комиссара Палестины к Временному правительству Израиля. После провозглашения государства были назначены судьи мировых и окружных судов, причём назначения получили евреи и арабы, служившие судьями в подмандатной системе, а также некоторые адвокаты и общественные деятели. В июне 1948 года был издан «Указ о судах» (правила переходного периода), определивший правила судопроизводства. Верховный суд начал работу 13 сентября 1948 года.

### Создание силовых структур
26 мая 1948 года на заседании Временного правительства был утверждён приказ о создании Армии обороны Израиля (ивр. צבא הגנה לישראל‎ — Цва хагана́ ле-исраэ́ль, сокращенно ЦАХАЛЬ). В нём, в частности, содержался пункт о запрете создания и поддержания в государстве любых вооружённых сил, кроме Армии обороны Израиля, и подтверждались ранее отданные приказы и инструкции, касающиеся военных вопросов, например, мобилизации. 31 мая глава правительства и министр обороны Давид Бен-Гурион издал приказ «О формировании армии обороны Израиля». Согласно приказу, все, кто состоял в подразделениях Хаганы и принимал участие в обороне ишува, становились военнослужащими новой армии. Приказ содержал также текст военной присяги.
30 июня по указанию Бен-Гуриона специальная служба «Шай», которая занималась как разведкой, так и контрразведкой, была распущена, и вместо неё созданы три новых спецслужбы по британскому образцу: военная разведка (впоследствии Служба военной разведки Израиля «АМАН»), контрразведка (впоследствии Общая служба безопасности Израиля «Шабак») и политическая разведка (в дальнейшем — «Моссад»).

### Экономика
Во времена ишува экономика страны носила выраженный сельскохозяйственный характер. Развитию евреями сельского хозяйства мешал недостаток земель, которые приходилось выкупать у арабских владельцев.
Руководители ишува ставили задачу создания жизнеспособной, автономной экономики с централизованным управлением. Инструментом для проведения этой линии стал Гистадрут (Генеральная Федерация Трудящихся Израиля), организованный в 1920 году. Формально профсоюзное объединение, Гистадрут на деле занимался широким спектром вопросов — от инвестиционной деятельности до организации системы безопасности. Под эгидой этой организации были созданы один из крупнейших банков Палестины («Банк Апоалим» — «Рабочий банк»), «Хеврат xa-Овдим» («Общество трудящихся») — фонд для финансирования и управления крупными индустриальными и аграрными проектами, крупнейшие строительная компания и сельскохозяйственный кооператив. В конце 20-х и начале 30-х годов, когда экономический кризис охватил Британию и колонии, многие частные предприниматели были вынуждены обратиться к Гистадруту за помощью, чтобы пережить трудные времена. Созданные Гистадрутом и с его помощью предприятия стали базой экономики страны. Созданию новой экономики помогли средства, полученные от еврейских общин за рубежом и от США, а также западногерманские репарации. Развитию экономики способствовали культурная однородность ишува и высокий уровень образования.
K моменту провозглашения независимости государство получило основу функционирующей, современной по ближневосточным меркам того времени экономики. Объём годового производства ишува достиг 37,5 млн фунтов стерлингов, увеличившись впятеро по сравнению с 1937 годом. В совокупности с унаследованной от британской администрации эффективной административной системой эта экономика стала хорошей отправной точкой для дальнейшего развития и послужила одним из факторов, позволивших государству выстоять в Войне за независимость. Несмотря на то, что около 40 % трудоспособного населения было мобилизовано, уровень производства в 1949 году практически не упал по сравнению с предыдущим 1948 годом В последующие годы правительство решало задачу «соединить поступающие в страну капиталы со стремительно растущей рабочей силой и предотвратить падение жизненного уровня сотен тысяч пока ещё не обустроенных иммигрантов». В первые года независимости на состояние экономики влияли следующие основные факторы:
- выделение огромной доли госбюджета на оборонные нужды (например, в 1952 году — 37 %);
- критическая зависимость от внешних источников финансирования;
- дефицит валюты и рост внешнего долга;
- дефицит бюджета и сильная инфляция;
- безработица до 10 % от всей рабочей силы в стране;
- высокая доля занятых в сфере обслуживания;
- зависимость делового сектора от административно-политических решений правительства.

Хозяйство интенсивно развивалось в двух взаимосвязанных направлениях — абсорбция растущих трудовых ресурсов в сочетании с быстрым ростом ВНП как в абсолютном выражении, так и на душу населения.

### Валюта

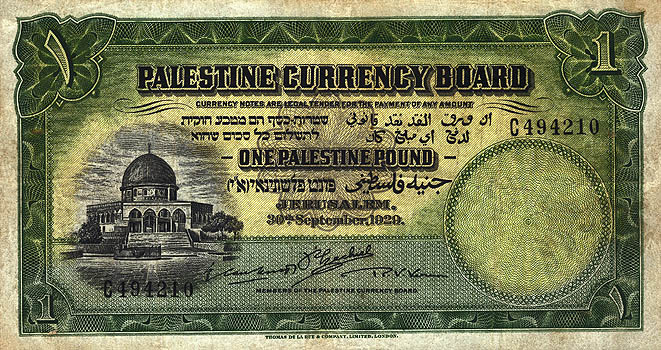
Палестинский фунт 1929 года выпуска

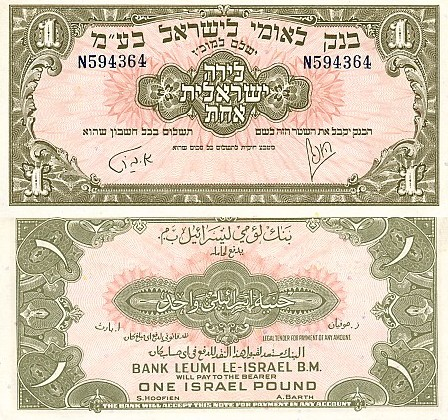
1 израильская лира выпуска 1952 года

К моменту образования Государства Израиль в 1948 году в Израиле не было центрального банка. Его функции выполнял Англо-Палестинский Банк Еврейского национального агентства. В это время на территории Израиля продолжала ходить валюта, оставшаяся со времён британского мандата, — палестинский фунт или палестинская лира (ивр. לירה ארץ ישראלית‎) (дословно: «лира земли израильской»), делившаяся на 1000 миллей и равная по стоимости английскому фунту стерлингов. Однако уже 17 августа 1948 года правительство приняло закон, объявляющий банкноты Англо-Палестинского банка законным платёжным средством, и собственные израильские банкноты были выпущены в обращение на следующий день. Англо-Палестинский Банк Еврейского национального агентства перенёс свои активы в 1951 году в Национальный Банк Израиля (ивр. בנק לאומי לישראל‎), сменив штаб-квартиру в Лондоне на Тель-Авив. В 1952 году Национальный Банк Израиля выпустил денежную серию, в которой слова ивр. לירה ארץ ישראלית‎ («лира земли израильской») были заменены на ивр. לירה ישראלית‎ («израильская лира»), а название 1/1000 лиры было заменено с «милль» (ивр. מיל‎) на «прута́» (ивр. פרוטה‎), что можно перевести как «мелочь, мелкая часть, пенс, ничто». С 1 января 1954 года на территории Израиля была отменена привязка палестинской лиры и израильской лиры к фунту стерлингов.

### Образование
Ещё до создания государства у еврейского населения были свои образовательные учреждения. До 1948 года действовало десять учебных заведений для подготовки педагогического состава, половина из них находилась в Иерусалиме, а часть в Тель-Авиве. Существовало три университета: Иерусалимский университет, Технологический университет в Хайфе, Университет имени Зива в Реховоте. Преподавание в еврейских учебных заведениях велось на иврите. Мандатные власти не имели влияния в этих заведениях, потому что финансировались они в основном из средств ишува. Система образования создавалась практически с нуля, однако в начале 1950-х годов, когда население Израиля удвоилось, она смогла принять и абсорбировать в стране сотни тысяч новых репатриантов.
Образовательные учреждения создавались различными партиями и политическими движениями, поэтому после создания Израиля первый премьер-министр Давид Бен-Гурион принял решение создать единую систему образования. Партийность в образовании сохранялась вплоть до 1953 года, когда был принят новый закон, предусматривающий создание государственного образования.

### Язык
На момент появления политического сионизма еврейское население мира говорило на нескольких еврейских языках: ладино (сефардские евреи), идиш (ашкеназские евреи) и другие. Кроме того, евреи также говорили на языках стран проживания. Теодор Герцль считал, что будущему еврейскому государству не нужен будет единый язык, а выходцы из разных стран смогут общаться на своих языках. Будущий премьер-министр Израиля Давид Бен-Гурион был сторонником использования иврита.
Так как одной из целей сионизма было создание оригинальной еврейской культуры, была развёрнута борьба на языковом фронте. Считалось, что необходимо возродить «старый новый» язык (иврит) в «старой новой» стране (Палестине). Следуя линии на укрепление иврита, палестинские евреи ивритизировали свои имена. Иврит был не просто возрождён в качестве разговорного языка, он стал языком, способным в полной мере передать иноязычные литературные произведения.

## Значение и последствия
Война за независимость Израиля сопровождалась массовым (от 520 тысяч до 1 млн) исходом палестинского арабского населения с территорий, попавших под контроль Израиля. По одной из версий, большинство беженцев было насильно изгнано израильской армией, по другой — ушло добровольно по призыву арабских лидеров. С другой стороны, после решения ООН о разделе Палестины свыше 800 тысяч евреев были изгнаны или бежали из арабских стран в Израиль и некоторые другие страны. Кроме того, из населённых пунктов в Палестине, захваченных арабами (как до вторжения армий арабских стран, так и после него), евреи изгонялись. Фактически, палестинские евреи были в этот период изгнаны из всех таких населённых пунктов, включая Старый город Иерусалима.
Эти события породили длящийся по сей день арабо-израильский конфликт, в рамках которого после 1949 года прошло несколько войн и множество более мелких столкновений. Арабское государство в Палестине так и не было создано. Территории, захваченные Израилем в ходе войны 1967 года, продолжают оставаться предметом спора, равно как и вопрос о возвращении беженцев и их потомков. Легитимность создания Израиля оспаривается некоторыми радикальными лидерами исламского мира. На 2022 год Израиль бойкотируют 19 из 22 членов Арабской лиги.
При этом Израиль как национальное государство стал домом для миллионов евреев — как приехавших в него со всего мира, так и родившихся в нём за десятилетия его существования; на 2025 год 76 % еврейского населения страны родились здесь. Израиль считается одной из самых экономически развитых стран в Юго-Западной Азии и региональной сверхдержавой.
По мнению израильских политиков и общественных деятелей, Израиль является гарантией будущего еврейского народа. Американские неоконсерваторы, европейские и израильские правые видят Израиль как форпост Запада в мусульманском мире в противостоянии иудео-христианской цивилизации современному исламизму.
Политолог Алек Эпштейн считает, что Израиль «является одним из самых нетипичных государств на земле. Созданное европейскими евреями на азиатском Ближнем Востоке…, сумевшее не только выстоять в многочисленных войнах…, но и сохранить приверженность демократии…, это государство остаётся в центре внимания едва ли не всех серьёзных средств массовой информации в мире».

### Комментарии
1. ↑  в соответствии с Резолюцией 181 (II) ООН о разделе Палестины (1947)
2. ↑  ХИМ («хейль мишмар») — «территориальная оборона из жителей населённых пунктов, обычно более старших возрастов»
3. ↑  В связи с сомнительностью конституционного статуса «Декларации о независимости» (см. Нойбергер, «Проблема Конституции в Израиле», 1998) 5 июля 1950 года был принят Закон о возвращении, гарантирующий право любого еврея на репатриацию в Израиль
4. ↑  До 1959 года устав Гистадрута не допускал приём в профсоюз неевреев
5. ↑  90 % ишува на момент провозглашения независимости представляли ашкеназские общины — см. М. Сикрон. «Алия в Израиль 1948—1953» ЦСУ Израиля, 1957
6. ↑  Согласно словарю Babylon
7. ↑  Дипломатические отношения с Израилем из членов Арабской лиги имеют лишь Египет, Иордания и ОАЭ